# Ben Walrecht
Bernardus Hermannus David (Ben) Walrecht (Groningen, 6 mei 1911 - Hilversum, 14 september 1980) was een Nederlands impressionistisch kunstschilder en beeldhouwer.
Hij volgde de kunstnijverheidsopleiding aan de Academie Minerva. Daarna was hij werkzaam als reclame-ontwerper. Hij schilderde vooral Groninger stadsgezichten, landschappen (met name rond het water) en portretten. In 1936 sloot hij zich aan bij het kunstenaarscollectief De Ploeg. Werk van Walrecht verscheen onder andere in het Zwart-Wit boek, samengesteld door Hendrik Werkman. Zijn passie voor het water leidde tot de aankoop van een schip, de "Catharina", waarop hij ging wonen, en waarmee hij 's zomers met George Martens en Johan Dijkstra door Friesland zeilde en ook Amsterdam aandeed.
In 1939 verloor Walrecht zijn beide ouders bij een brand in de Steentilstraat in Groningen.
Na de Tweede Wereldoorlog legde Walrecht zich meer toe op de beeldhouwkunst. Hij werkte in allerlei verschillende materialen: steen, hout, klei, brons en beton. Alhoewel hij tot 1952 met De Ploeg exposeerde werkte hij na de oorlog vooral buiten Groningen, vooral in Amsterdam, Enkhuizen en Loosdrecht.
Werk van Walrecht is onder andere te zien in het Zuiderzeemuseum in Enkhuizen en het Groninger Museum.